# Лі Хьон Дже
Лі Хьон Дже (кор. 이현재, 李賢宰, I Hyeon-jae, Yi Hyŏnjae; нар. 20 грудня 1929) — корейський економіст і політик, двадцятий прем'єр-міністр Республіки Корея.
Перш ніж очолити Уряд Республіки Корея Лі займався викладацькою та дослідницькою діяльністю. Здобув докторський ступінь у галузі економічних наук, став членом національної Академії наук.
На початку 1988 року новообраний президент Ро Де У призначив Лі Хьон Дже на посаду прем'єр-міністра. У перший же день його врядування набула чинності нова конституція держави.